# Hugues de Cavalcamp
Hugues de Cavalcamp († 10 novembre 989), est moine de Saint-Denis puis archevêque de Rouen (942-989).

## Biographie
Il est le fils d’un noble français, Hugues de Cavalcamp et le frère de Raoul. Moine de Saint-Denis, Hugues est nommé archevêque de Rouen par Guillaume Longue-Épée en 942,. Sa nomination à Rouen semble avoir reçu l'avis favorable des Francs et des Normands, peut-être lors de la visite à Rouen de Louis d'Outremer en 942.
Sa vie ecclésiastique laisse à désirer. Orderic Vital dit d’Hugues qu’il a été important pour la splendeur de sa famille mais dépourvu des lumières de la grâce. La Chronique de Saint-Évroult le dit homme qui porte l’habit religieux sans en avoir les mœurs. Le Livre d’Ivoire de la cathédrale de Rouen attribue à Hugues plusieurs enfants et la dispersion des biens de l’Église, notamment entre les mains de son frère Raoul, qu'il investit du fief de Tosny, domaine usurpé du patrimoine de la cathédrale. Lucien Musset émet l'hypothèse qu'Hugues donne à Raoul Conches avant 989. Il établit des relations personnelles avec les Valois. Il donne en dot à sa sœur une terre de l’archevêché de Rouen appelée Douvrend pour son mariage avec Henri, frère de Gautier, comte de Mantes.
Toutefois, les institutions ecclésiastiques fonctionnent de manière régulière sous son épiscopat. Il paraît entretenir des liens avec les monastères réformateurs et notamment avec Gérard de Brogne à qui il demande une biographie de saint Romain. C'est à Hugues que l'on doit le rétablissement, depuis Rouen, des clercs à Coutances pour assurer le service diocésain.
Il établit suivant la volonté du duc Richard Ier en 966 Maynard abbé du Mont-Saint-Michel, et avec lui treize moines issus de Fontenelle.
Hugues de Cavalcamp meurt le 10 novembre 989.